# کیسی دسانتیس
جیل کیسی دسانتیس (با اسم فرضی بلک، زاده ۲۶ ژوئن ۱۹۸۰) یک مجری پیشین خبرگزاری و برنامه‌های تلویزیونی آمریکایی می‌باشد که بانوی نخست فلوریدا می‌باشد. دسانتیس همسر ۴۶ مین فرماندار فلوریدا، ران دسانتیس می‌باشد.

## دوران جوانی و تحصیل
کیسی بلک در تاریخ ۲۶ ژوئن ۱۹۸۰ در تروی، اوهایو زاده شد. کیسی از دانشگاه چارلستون فارغ‌التحصیل شد، محلی که کیسی کارشناس علوم در اقتصاد، با یک بچه به زبان فرانسوی کسب نمود.

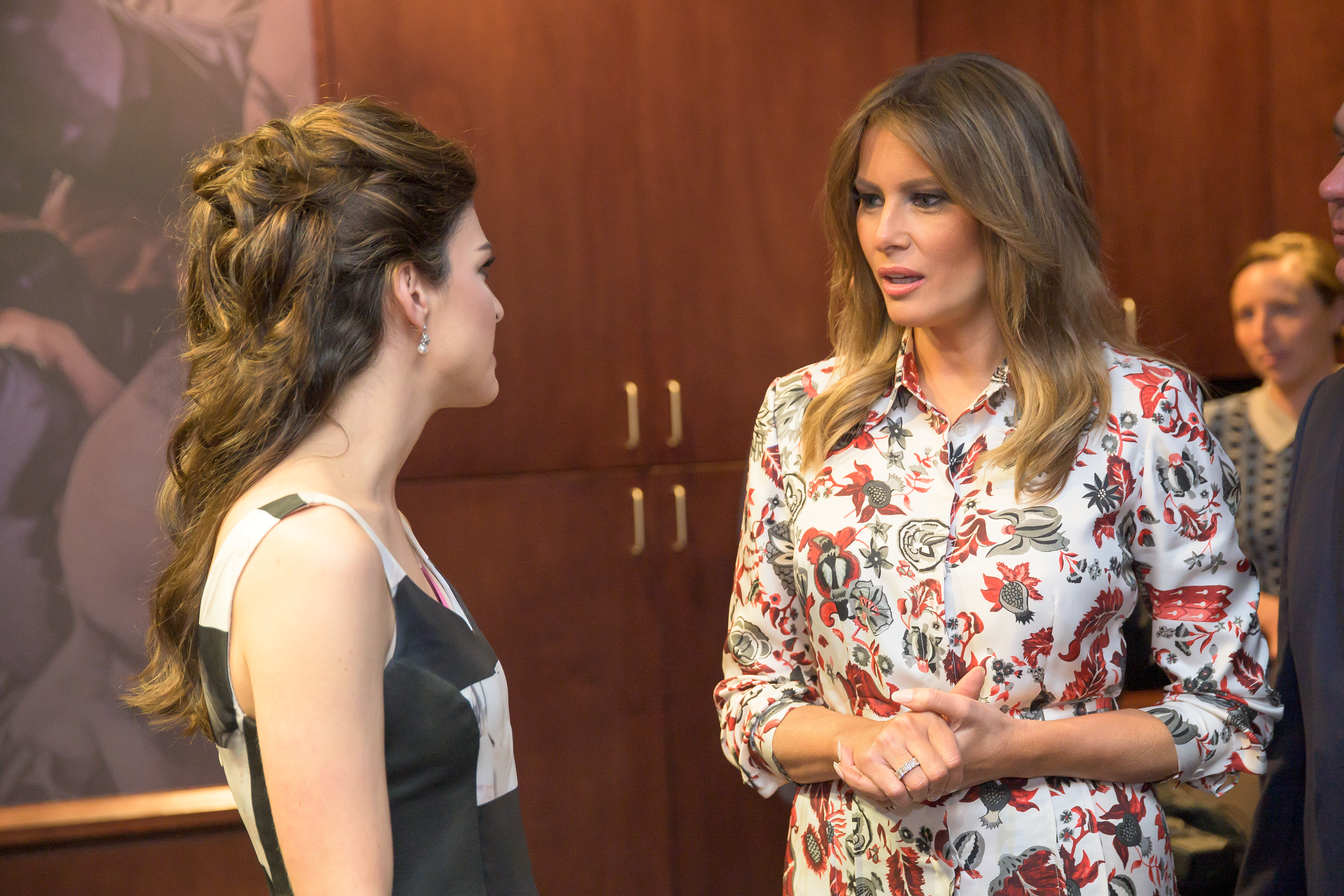
دیسانتیس و ملانیا ترامپ

## زندگی خصوصی
کیسی در یک زمین گلف همراه ران دسانتیس، که در آن هنگام افسر نیروی دریایی در ایستگاه دریایی می پورت بود، همراهی نمود. آنان در ماه سپتامبر ۲۰۱۰ ازدواج نمودند. دسانتیس و همسرش ۲دختر به اسم‌های مدیسون و مامی و یک فرزند پسر به اسم میسون دارند.
در تاریخ ۴ اکتبر ۲۰۲۱، همسرش گزارش داد که وی به سرطان سینه مبتلا گردیده شده. در تاریخ ۳ مارس ۲۰۲۲، او گزارش داد که او عاری از سرطان می‌باشد.